# Captain Calamity
Captain Calamity è un film del 1936 diretto da John Reinhardt. La sceneggiatura si basa su Captain Calamity, un racconto di Gordon Young apparso su Adventure (data non definita).

## Produzione
Le riprese del film, prodotto dalla George A. Hirliman Productions, durarono da metà febbraio 1936 ai Talisman Studios.

### Canzoni
- Riders of the Rolling Seas, scritta da Jack Stern e Harry Tobias - cantata da George Houston
- A Drunken Sailor, scritta da Jack Stern e Harry Tobias - cantata da George Houston
- Tell Me Why, scritta da Jack Stern e Harry Tobias - cantata da George Houston
- Drop Your Anchor, scritta da Jack Stern e Harry Tobias - cantata da George Houston

## Distribuzione
Il copyright del film, richiesto dalla Grand National Films, Inc., fu registrato il 21 dicembre 1936 con il numero LP6794.
Distribuito dalla Grand National Films, Inc. e presentato da Edward L. Alperson, il film uscì nelle sale cinematografiche USA il 29 novembre 1936.
L'Associated British Film Distributors (A.B.F.D.) lo distribuì nel Regno Unito il 31 gennaio 1938 dopo una prima a Londra il 27 luglio 1937. In Australia, il film venne presentato a Sydney nel gennaio 1941 e a Melbourne, nel giugno dello stesso anno. Ne fu fatto una riedizione che uscì negli Stati Uniti nel febbraio 1948.